# Wasungen
Wasungen là một đô thị thuộc huyện Schmalkalden-Meiningen, trong Thüringen, nước Đức. Đô thị này có diện tích 29,5 km², dân số thời điểm 31 tháng 12 năm 2006 là 3730 người. Wasunggen nằm bên sông Werra, 11 km về phía bắc Meiningen.